# Ferreirinho-pintado
Ferreirinho-pintado (nome científico: Todirostrum pictum) é uma espécie de ave da família dos tiranídeos. É encontrada na região Amazônica, em alguns países da América do Sul.